# Novell Open Enterprise Server
Novell Open Enterprise Server (OES) — мережева операційна система компанії Novell.
OES включає в себе Novell NetWare, SUSE Linux Enterprise Server і набір мережевих служб (файлові служби, служби друку, служби каталогу, служби кластера, служби зберігання даних, служби управління мережею і серверами, вебзастосунки тощо), які можуть використовуватися як з ядром Linux, так і з ядром NetWare.
Серія Open Enterprise Server була запущена Novell в 2005 році, щоб допомогти безболісно мігрувати численним користувачам NetWare на сучасну ОС.  Продукт був розроблений таким чином, щоб обидві операційні системи могли взаємодіяти одна з одною, а клієнти могли створювати змішані середовища для оптимального задоволення своїх потреб.  У тому числі створювати змішані кластери, в яких ресурси при збої можуть переміщатися з сервера NetWare на сервер Linux і навпаки.